# Arcade Zone
Arcade Zone Ltd  était une société anglaise de développement de jeux vidéo basée à Londres, fondée par Carlo Perconti, Lyes Belaidouni et Gabriel Gary, en 1992,. Elle a dû fermer en 1997 à cause du l'interruption du partenariat avec Sony Imagesoft pour l'édition de ses jeux. Les fondateurs ont créé par la suite la société Toka.

## Liste des jeux vidéo (partielle)
Par années de sortie :
- Conan (Jaguar) - annulé
- Legend (1994, SNES)
- Iron Commando: Koutetsu no Senshi (1995, SNES)
- Nightmare Busters (2013, SNES)